# Médaille d'honneur de l'enseignement du premier degré
La médaille d'honneur de l'enseignement du premier degré est une décoration civile française instituée le 30 octobre 1886.